# Phileasz
Phileasz (Kr. e. 6. század?) görög földrajztudós

## Élete
Athénben élt, feltehetőleg Thuküdidész korát megelőzően, s Hekataiosz és Hellanikosz kortársa volt. Munkájának „Periploi” vagy „Ghí periodosz” volt a címe, a mű egyik fejezete Macrobius szerint az „Asia” címet viselte. A műből csupán töredékek maradtak fenn.